# Treni popolari

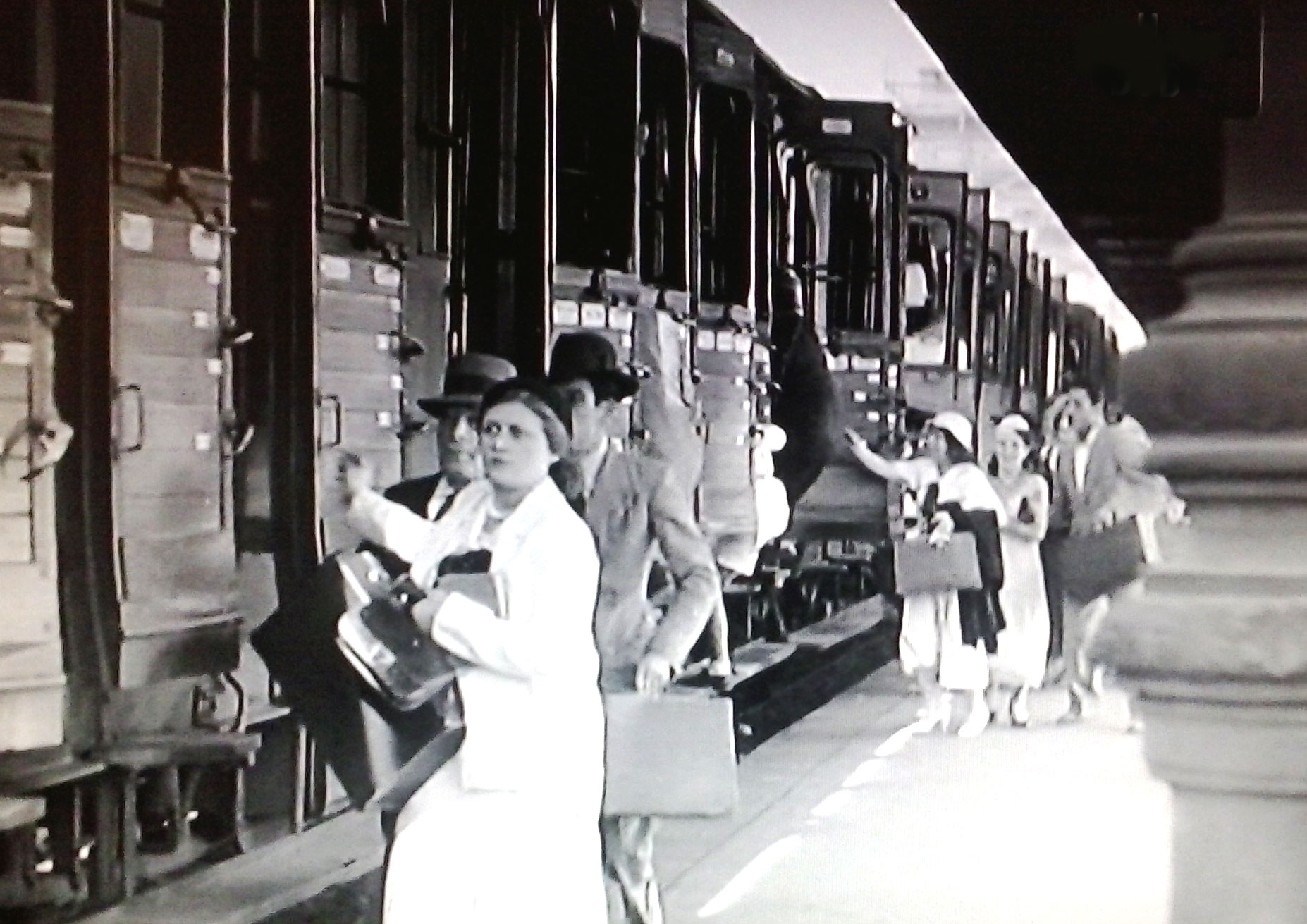
Una scena del film del 1933 Treno popolare di Raffaello Matarazzo.

I Treni Speciali Celeri per Servizi Festivi Popolari, più noti come Treni popolari o Treni popolari di Ferragosto erano un servizio delle Ferrovie dello Stato, durante il Regime Fascista, che si è svolto tra il 2 agosto 1931 e il 3 settembre 1939.
Con i Treni popolari prende avvio in Italia il turismo popolare di massa e si instaurano abitudini, condivise su tutto il territorio nazionale (ma solo a supporto delle città più grandi), come la gita fuori porta, il fine settimana al mare e ai monti, la gita di Ferragosto o il menù turistico a prezzo fisso.

## Attivazione e organizzazione
Nella primavera del 1931 il Ministero delle Comunicazioni diede avvio ad una politica di concessioni e sconti speciali per determinate 
destinazioni con l'intento di favorire il turismo. Ne erano interessate alcune categorie di viaggiatori: gruppi familiari diretti nelle località balneari
o termali; viaggiatori provenienti dall'estero diretti verso le spiagge dell'Adriatico (tra Fiume e Falconara) o determinate stazioni termali;  turisti interni diretti in Alto Adige o Cadore. Si emisero biglietti circolari per turisti stranieri e biglietti di andata e ritorno domenicali e festivi a tariffa ridotta del 40% per alcune città importanti dal punto di vista storico o turistico.
I Treni popolari iniziarono ad essere effettuati nel mese di agosto su iniziativa del Ministero delle comunicazioni, presieduto da Costanzo Ciano, i "Treni Popolari a prezzi ridottissimi" avevano il duplice scopo di consentire la visita a città d'arte e località turistiche, la cui distanza e i normali prezzi deficit del comparto ferroviario pubblico, causato da vari fattori quali la crisi economica mondiale del periodo, il diffondersi dell'uso dei mezzi stradali di trasporto e della diminuzione del flusso di turisti stranieri.
La vendita dei biglietti e l'assistenza in loco dei gitanti fu inquadrata dal regime fascista in un'operazione politico-sociale-culturale ad ampio raggio messa in atto dalla rete capillare ed articolata delle organizzazioni fasciste locali e dalle corporazioni interessate coordinata e sostenuta dall'Opera nazionale del dopolavoro e dalla stampa di settore.
Per evitare prevedibili speculazioni, le Case del fascio delle località turistiche meta delle gite furono invitate a predisporre un attento servizio di vigilanza affinché i prezzi dei vari negozi non venissero aumentati per l'occasione, oltre a esortare osterie e trattorie ad esporre chiare indicazioni esterne per i menu a prezzo fisso o per la formula con vivande escluse, all'epoca molto comune.
(Andrea Giuntini)

## Il servizio
L'iniziativa ebbe un immediato successo in tutta la penisola che mise a dura prova la capacità organizzativa dei vari compartimenti ferroviari. A Milano i biglietti per il treno speciale di 14 carrozze con 1200 posti a sedere per la gita a Venezia, andarono esauriti nella prima ora di vendita. Fu necessario reperire altri cinque convogli per un totale di circa 7.500 passeggeri e ancora non bastarono a soddisfare le richieste, costringendo l'OND a replicare la gita veneziana per la domenica successiva.
Le agevolazioni tariffarie ebbero grande successo presso il ceto popolare; la borghesia e le classi più abbienti inizialmente disdegnarono l'utilizzo dei Treni popolari. Allo scopo di attirare anche queste fasce della popolazione, furono presto organizzate le "gite di tre giorni" con pernottamento in strutture alberghiere e brevi crociere nel Mediterraneo e nell'Adriatico. Anche il Ministero dell'aeronautica, guidato da Italo Balbo, si inserì in questa nuova moda turistica, organizzando viaggi aerei con costi ridotti. La prima convenzione fu sottoscritta con la Società Italiana Servizi Aerei di Trieste, già nell'agosto 1931.

### Viaggiatori trasportati con i Treni popolari
Nel 1931, tra il 2 agosto e il 31 dicembre gli italiani che fruirono del servizio furono 459.887. Dopo il primo anno sperimentale, i Treni popolari divennero una consuetudine molto praticata: nella sola Milano, durante il periodo 1932-1939, i Treni popolari furono 2.156 con oltre 1.800.000 biglietti venduti.
In tutta Italia, nel periodo di effettuazione, i Treni popolari trasportarono complessivamente 8.774.451 viaggiatori.
| Anno | Passeggeri |
| ---- | ---------- |
| 1931 | 459.887    |
| 1932 | 833.943    |
| 1933 | 864.297    |
| 1934 | 1.030.388  |
| 1935 | 1.064.262  |
| 1936 | 1.195.571  |
| 1937 | 1.261.267  |
| 1938 | 1.226.261  |
| 1939 | 838.625    |

Gli ultimi Treni Popolari viaggiarono nella domenica del 3 settembre 1939, dopo che il precedente 31 agosto era stata decisa la sospensione di quel servizio, a partire dal 4 settembre, nell'ambito della preparazione militare all'incombente conflitto mondiale.

## Elenco Treni Popolari previsti per la giornata inaugurale del 2 agosto 1931
| Tratta                         | Orario andata       | Orario ritorno      | Tariffa L. | Fermate intermedie       | Note   |
| Roma-Nettuno                   | p. 06.10 - a. 07.25 | p. 19.45 - a. 22.00 | 6          | Anzio                    | *      |
| Roma-Gaeta                     | p. 06.10 - a. 08.55 | p. 20.52 - a. 22.55 | 10         | Formia                   | *      |
| Milano-Venezia                 | p. 05.15 - a. 09.20 | p. 20.00 - a. 00.15 | 18         | nessuna                  | [ 14 ] |
| Milano-Savona                  | p. 05.45 - a. 09.50 | p. 20.00 - a. 24.00 | 16         | Genova                   | [ 15 ] |
| Torino-Albenga                 | p. 06.00 - a. 10.15 | p. 19.50 - a. 00.25 | 16         | Savona                   | [ 16 ] |
| Torino-Aosta                   | p. 06.00 - a. 09.20 | p. 19.55 - a. 22.40 | 12         | nessuna                  | *      |
| Verona-Venezia                 | p. 06.00 - a. 08.10 | p. 22.00 - a. 00.35 | 10         | Vicenza                  | [ 17 ] |
| Padova-Venezia                 | p. 06.10 - a. 06.45 | p. 21.10 - a. 21.50 | 4          | nessuna                  | *      |
| Treviso-Venezia                | p. 06.10 - a. 06.55 | p. 23.50 - a. 00.35 | 4          | nessuna                  | *      |
| Trieste-Grado                  | p. 07.50 - a. 09.10 | p. 21.00 - a. 22.50 | 6          | nessuna                  | [ 18 ] |
| Udine-Grado                    | p. 07.00 - a. 09.10 | p. 21.50 - a. 23.50 | 5          | Cervignano               | [ 18 ] |
| Gorizia-Grado                  | p. 06.50 - a. 09.10 | p. 21.10 - a. 23.50 | 5          | nessuna                  | [ 18 ] |
| Genova-Ronco                   | p. 06.55 - a. 07.54 | p. 21.11 - a. 22.50 | 5          | Busalla                  | *      |
| Genova-Ovada                   | p. 05.15 - a. 06.36 | p. 21.36 - a. 22.55 | 5          | nessuna                  | *      |
| Bologna-Pesaro                 | p. 06.30 - a. 09.15 | p. 22.35 - a. 01.25 | 12         | nessuna                  | [ 19 ] |
| Bologna-Pracchia               | p. 06.00 - a. 08.00 | p. 21.20 - a. 22.45 | 7          | nessuna                  | *      |
| Firenze-Viareggio              | p. 06.00 - a. 07.55 | p. 21.55 - a. 24.00 | 9          | Livorno                  | [ 20 ] |
| Pisa-Viareggio                 | p. 05.30 - a. 07.55 | p. 21.55 - a. 00.30 | 10         | Livorno                  | [ 21 ] |
| Pistoia-Viareggio              | p. 06.50 - a. 09.15 | p. 22.30 - a. 00.55 | 10         | Livorno                  | [ 22 ] |
| Montecatini -Viareggio         | p. 07.11 - a. 09.15 | p. 22.30 - a. 00.25 | 8          | Livorno                  | [ 23 ] |
| Lucca-Viareggio                | p. 08.10 - a. 09.15 | p. 22.30 - a. 23.17 | 4          | Livorno                  | [ 24 ] |
| Sulmona-Pescara                | p. 06.15 - a. 10.00 | p. 20.20 - a. 24.00 | 6          | nessuna                  | *      |
| Macerata-Portocivitanova       | p. 07.10 - a. 08.00 | p. 20.00 - a. 21.00 | 3          | nessuna                  | *      |
| Ascoli Piceno-S. Benedetto d/T | p. 06.45 - a. 08.00 | p. 20.45 - a. 22.00 | 3          | nessuna                  | *      |
| Caserta-Napoli                 | p. 06.40 - a. 07.20 | p. 22-00 - a. 22.40 | 4          | nessuna                  | *      |
| Foggia-Manfredonia             | p. 08.00 - a. 08.35 | p. 16.10 - a. 16.55 | 4          | nessuna                  | *      |
| Taranto-Bari                   | p. 07.00 - a. 09.10 | p. 20.00 - a. 22.30 | 10         | nessuna                  | *      |
| Cosenza-Paola                  | p. 06.30 - a. 09.10 | p. 18.50 - a. 21.10 | 5          | nessuna                  | *      |
| Messina-Catania                | p. 06.10 - a. 08.25 | p. 21.30 - a. 23.50 | 8          | Acireale-Giarre-Taormina | *      |
| Catania-Messina                | p. 06.25 - a. 08.32 | p. 21.30 - a. 23.20 | 8          | Acireale-Giarre-Taormina | *      |
| Oristano-Cagliari              | p. 06.41 - a. 09.50 | p. 18.50 - a. 21.10 | 8          | nessuna                  | *      |
| Iglesias-Cagliari              | p. 05.00 - a. 06.20 | p. 18.12 - a. 19.40 | 5          | nessuna                  | *      |
| Sassari-Porto Torres           | p. 06.10 - a. 06.40 | p. 21.10 - a. 21.40 | 2          | nessuna                  | *      |